# ネマニ・ナドロ
ネマニ・ナドロ（Nemani Nadolo、1988年1月31日 - ）は、フィジーのラグビーユニオン選手。

## プロフィール
- ビティレブ島シンガトカ出身。
- ポジションはウィング(WTB)、センター(CTB)。
- 身長 195cm、体重 125kg
- 試合ではゴールキッカーを担当する事もある。日本ではチームメイトの田村優がいたためキッカーを任されることはなかった。
- トップリーグの1試合個人最多トライ（6トライ）の記録を持つ*2011年12月18日第7節対Honda戦にて：2020年時点

## 経歴
セントジョセフナッジー高校卒業後、オーストラリアのランドウィックやイングランドのエクスター・チーフス等でプレーした後、2011年から2014年度までジャパンラグビートップリーグ所属のNECグリーンロケッツでプレーした。2011年度には最多トライゲッター及び11番のウイングのベスト15に選ばれている。
2014年からスーパーラグビーのクルセイダーズに加入。2014-2015年のシーズンには3年ぶりに最多トライゲッターになったが、同年度でNECを退団となった。
NEC退団後はフランスTOP14のモンペリエに移籍（2016-2020）現在はイングランドのレスター・タイガースでプレーしている。フィジー代表には2010年から選出され2015年のラグビーワールドカップに出場。2019年のワールドカップ前に一旦代表引退を表明するも2020年11月に開催されるオータムネーションズ杯のスコッドとして代表復帰した。

## 受賞歴
- 2011-12トップリーグベスト15（WTB)、 最多トライゲッター（19T)
- 2014-15最多トライゲッター（11T）